# Конвой № 2063
Конвой № 2063 — японський конвой часів Другої світової війни, проведення якого відбувалось у грудні 1943 року.
Конвой сформували для проведення кількох транспортних суден із Рабаула — головної бази в архіпелазі Бісмарка, з якої японці вже два роки провадили операції на Соломонових островах та сході Нової Гвінеї. Одним із них був транспорт «Хакусан-Мару», пошкоджений під час прямування в Рабаул у складі конвою 1152, після чого у другій половині листопада пройшов ремонт за допомогою ремонтного судна «Хаккай-Мару». Також до конвою № 2063 включили «Кокай-Мару», «Тецуйо-Мару» (Tetsuyo Maru) і метеорологічні судна «Kaiyo № 3» та «Kaiyo № 4». Ескорт забезпечували мисливці за підводними човнами CH-29 та CH-33.
Опівночі 6 грудня 1943 року конвой вийшов із Рабаула. Уранці 9 грудня через проблеми з машинною установкою «Тецуйо-Мару» відстав від основної групи, при цьому разом із ним попрямував мисливець CH-33. Утім, у підсумку 10 грудня конвой досяг Труку (Чууку) без втрат.